# Calcio Riccione 1990-1991
Questa pagina raccoglie le informazioni riguardanti il Calcio Riccione nelle competizioni ufficiali della stagione 1990-1991.

## Rosa
| N. |                   | Ruolo | Calciatore         |
| -- | ----------------- | ----- | ------------------ |
|    | Italia (bandiera) | C     | Daniele Ballarini  |
|    | Italia (bandiera) | C     | Gianfranco Bramini |
|    | Italia (bandiera) | C     | Gabriele Cardini   |
|    | Italia (bandiera) | D     | Biagio Chiricozzi  |
|    | Italia (bandiera) | D     | Paolo Conti        |
|    | Italia (bandiera) | C     | Massimiliano Dego  |
|    | Italia (bandiera) | A     | Gianni De Rosa     |
|    | Italia (bandiera) | A     | Paolo Doto         |
|    | Italia (bandiera) | D     | Michele Fantini    |
|    | Italia (bandiera) | C     | Fabio Fiaschi      |
|    | Italia (bandiera) | A     | Daniele Fraternali |
|    | Italia (bandiera) | C     | Mario Goretti      |

| N. |                   | Ruolo | Calciatore          |
| -- | ----------------- | ----- | ------------------- |
|    | Italia (bandiera) | C     | Pasquale Iachini    |
|    | Italia (bandiera) | C     | Paolo Mingatti      |
|    | Italia (bandiera) | D     | Marco Mingucci      |
|    | Italia (bandiera) | P     | Andrea Muccioli     |
|    | Italia (bandiera) | D     | Alberto Pari        |
|    | Italia (bandiera) | D     | Salvatore Polverino |
|    | Italia (bandiera) | D     | Marino Sammaritani  |
|    | Italia (bandiera) |       | A. Sanchi           |
|    | Italia (bandiera) | P     | Davide Sanchi       |
|    | Italia (bandiera) | D     | Davide Tentoni      |
|    | Italia (bandiera) | D     | Ivan Todone         |